# Emmerich Danzer
Emmerich Danzer, né le 15 mars 1944 à Vienne, est un patineur artistique autrichien. Il compte trois titres mondiaux et quatre titres européens.

## Palmarès
| Compétitions / Années                                                                                  | 1961 | 1962 | 1963 | 1964 | 1965 | 1966 | 1967 | 1968 |
| Jeux olympiques d'hiver                                                                                |      |      |      | 5e   |      |      |      | 4e   |
| Championnats du monde                                                                                  | CA   | 7e   | 9e   | 5e   | 5e   | 1er  | 1er  | 1er  |
| Championnats d’Europe                                                                                  | 5e   | 5e   | 3e   | 4e   | 1er  | 1er  | 1er  | 1er  |
| Championnats d'Autriche                                                                                |      |      |      |      | 1er  | 1er  | 1er  | 1er  |
| Légende : CA = Championnats du monde 1961 annulés à cause de la catastrophe aérienne du vol 548 Sabena |      |      |      |      |      |      |      |      |